# Best of the Beast
A Best of the Beast a brit Iron Maiden 1996-ban megjelent válogatáslemeze, mely 1979-től 1996-ig foglalja össze az együttes pályafutását. A kiadvány négy változatban vált hozzáférhetővé, a 16 dalos normál CD verzió mellett egy 27 dalos dupla változat is megjelent. Emellett a válogatás minidisc formátumban is napvilágot látott, de egy 4 bakelitlemezből álló kivitelben is hozzáférhetővé tették a rajongók számára. A kiadványokon nagyrészt az együttes 1980 és 1995 között készült albumairól, a leghíresebb dalok hallhatóak, kivételt ez alól a kislemezen is megjelent Virus és az élőben rögzített Afraid to Shoot Strangers képez.
A két CD-s változatra felkerült a The Soundhouse Tapes demó két dala (Iron Maiden, Strange World) is. A négy korongból álló bakelitverzió már a megjelenéskor is ritka példánynak számított, melynek értéke és ára az évek múlásával egyre csak emelkedett. A borítót Derek Riggs festette, melyen a korábbi lemezek borítói kerülnek megidézésre.

## Számlista

### Egylemezes CD verzió
1. The Number of the Beast
2. Can I Play With Madness
3. Fear of the Dark (élő)
4. ' 'Run to the Hills
5. Bring Your Daughter... to the Slaughter
6. The Evil That Men Do
7. Aces High
8. Be Quick or Be Dead
9. 2 Minutes to Midnight
10. Man on the Edge
11. Virus
12. Running Free (élő)
13. Wasted Years
14. The Clairvoyant
15. The Trooper
16. Hallowed Be Thy Name

### Kétlemezes CD verzió

#### CD 1
1. Virus
2. Sign of the Cross
3. Man on the Edge
4. Afraid to Shoot Strangers (élő)
5. Be Quick or Be Dead
6. Fear of the Dark (élő)
7. Bring Your Daughter... to the Slaughter
8. Holy Smoke
9. The Clairvoyant
10. Can I Play with Madness
11. The Evil that Men Do
12. Heaven Can Wait
13. Wasted Years

#### CD 2
1. Rime of the Ancient Mariner (élő)
2. Running Free (élő)
3. 2 Minutes to Midnight
4. Aces High
5. Where Eagles Dare
6. The Trooper
7. The Number of the Beast
8. Run to the Hills
9. Hallowed Be Thy Name
10. Wrathchild
11. Phantom of the Opera
12. Sanctuary
13. Strange World
14. Iron Maiden

### Bakelit verzió

#### Első lemez
1. Virus
2. Sign of the Cross
3. Afraid to Shoot Strangers (élő)
4. Man on the Edge
5. Be Quick Or Be Dead
6. Fear of the Dark (élő)
7. Holy Smoke
8. Bring Your Daughter... to the Slaughter

#### Második lemez
1. Seventh Son of a Seventh Son
2. Can I Play with Madnes
3. The Evil that Men Do
4. The Clairvoyant
5. Heaven Can Wait
6. Wasted Years
7. 2 Minutes to Midnight
8. Running Free (élő)

#### Harmadik lemez
1. Rime of the Ancient Mariner (élő)
2. Aces High
3. Where Eagles Dare
4. The Trooper
5. The Number of the Beast
6. Revelations (élő)
7. The Prisoner
8. Run to the Hills
9. Hallowed Be Thy Name

#### Negyedik lemez
1. Wrathchild
2. Killers
3. Remember Tomorrow
4. Phantom of the Opera
5. Sanctuary
6. Prowler
7. Invasion
8. Strange World
9. Iron Maiden

### Minidisc kiadás (csak Európában)
1. The Number of the Beast
2. Can I Play With Madness
3. ''Fear of the Dark (élő)
4. Run to the Hills
5. Bring Your Daughter... to the Slaughter
6. The Evil That Men Do
7. Aces High
8. Be Quick or Be Dead
9. 2 Minutes to Midnight
10. Man on the Edge
11. Virus
12. Running Free (élő)
13. Wasted Years
14. The Clairvoyant
15. The Trooper
16. Hallowed Be Thy Name